# ルック・アウェイ
「ルック・アウェイ」 (英：Look Away) は、アメリカのソングライターであるダイアン・ウォーレンが制作した楽曲である。アメリカのロックバンドであるシカゴが1988年に発表したアルバム『シカゴ19』に収録され、1988年12月には全米シングルチャート（Billboard Hot 100）で2週間1位を記録した。また、1989年の年間チャートでも1位を記録し、バンドにとって最も成功したシングルである。一方で、キャッシュボックス、ラジオ&レコーズでは年間チャート入りしなかった。

## 解説
「ルック・アウェイ」はアルバム『シカゴ19』からの2枚目のシングルカットであるにもかかわらず、1988年9月24日に発売されると全米シングルチャートをかけあがり、1988年12月10日にはバンドにとって3曲目となる1位を記録した。
ホーン・セッションを中心にしたソフトロックスタイルからパワー・バラード路線へ転換したシカゴは、1980年代中頃からはアルバムこそ大きなヒットにならなかったが、シングルに限っては全盛期とよべるほどのチャートアクションを起こしていた。
この曲もシカゴのかつての特徴であるホーン・セッションは全くなかったものの、リードボーカルはビル・チャンプリンがつとめ、バンドにとって初めて高音ボーカルでないNo.1ヒットとなった。
歌詞は、別れた恋人から新しい恋人ができたという知らせを受けた男の複雑な感情を歌うもので、作者のダイアン・ウォーレンの友人のエピソードが元になっている。

## 制作
ドラマーのダニー・セラフィンによると、シカゴのマネージャー、ハワード・カウフマンはバンドにソングライティングの外部から協力を求めることを提案したという。カウフマンは、バンドのシングル「リヴ・ウィズアウト・ユア・ラヴ（I Don't Wanna Live Without Your Love）」の作曲も担当したダイアン・ウォーレンと、ナンバーワン・ヒット曲「ジーズ・ドリームス」と「アローン」でハートと協力したプロデューサーのロン・ネヴィソンを推薦した。
この曲はシカゴに提出される前に、エピック・レコードがチープ・トリックに提供した2曲のバラードのうちの1曲であったが、チープ・トリックは代わりに「永遠の愛の炎」を選んだ。 このトラックはヨーロッパにもオファーされたが、フロントマンのジョーイ・テンペストが外部のライターが書いた曲の録音を拒否したため断られた
。